# Ленора (Канзас)
Ленора (енгл. Lenora) град је у америчкој савезној држави Канзас.

## Демографија
По попису из 2010. године број становника је 250, што је 56 (-18,3%) становника мање него 2000. године.
| Група             | 2000.       | 2010.       |
| Белци             | 291 (95,1%) | 242 (96,8%) |
| Афроамериканци    | 3 (1,0%)    | 0 (0,0%)    |
| Азијати           | 1 (0,3%)    | 0 (0,0%)    |
| Хиспаноамериканци | 4 (1,3%)    | 7 (2,8%)    |
| Укупно            | 306         | 250         |